# Даошэн

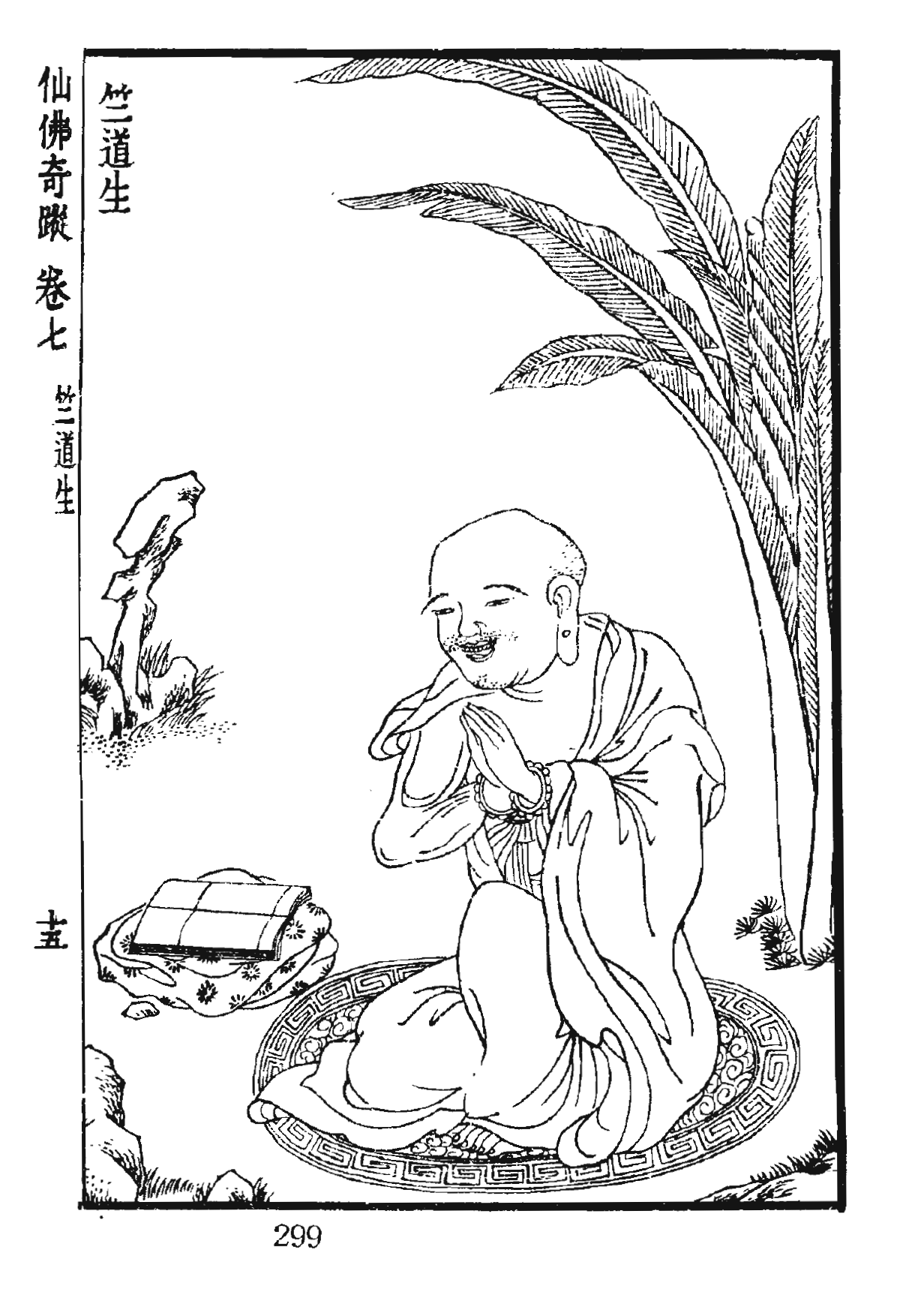
Даошэн

Даошэн (кит. упр. 道生, пиньинь Dàoshēng), (355 , современный Пинсян провинции Хэбэй — 434, современный Сюйчжоу провинции Цзянсу) — китайский буддийский монах, переводчик, комментатор, один из идейных предшественников школы Чань.

## Биография
Родился в семье начальника уезда, имел мирскую фамилию Вэй (魏), увлёкшись буддизмом, ушёл из дома и принял постриг. Учился у Хуэйюаня и Кумарадживы. С 409 года жил в столице государства Восточная Цзинь — Цзянькане. За «еретические высказывания» был лишён сана и выслан из столицы. Впоследствии учение Даошэна было реабилитировано на основании его соответствия классической «Нирвана сутре» и дало основание течению китайского буддизма, приведшего к возникновению школы Чань.